# Liste der Straßen in Pesterwitz

Lage von Pesterwitz in Freital

Die Liste der Straßen in Pesterwitz enthält alle benannten Straßen des Stadtteils Pesterwitz der Großen Kreisstadt Freital im Landkreis Sächsische Schweiz-Osterzgebirge.
In Pesterwitz sind insgesamt 60 Straßen und Plätze benannt, außerdem verlaufen drei Kreisstraßen in der Gemarkung des Ortes. Dies sind die Dölzschener Straße, der Dorfplatz, die Dresdner Straße, die Erich-Hanisch-Straße, die Freitaler Straße und die Wurgwitzer Straße. Diese Verkehrswege verbinden Pesterwitz mit den umliegenden Freitaler und Dresdner Stadtteilen. Nach 1990 entstanden im Ort große Neubausiedlungen, deren Straßenbenennungen teilweise einem Muster folgen (beispielsweise nach Bäumen benannte Wege nördlich des Dorfplatzes oder nach lokalen Persönlichkeiten benannte Straßen im Westen von Pesterwitz).
Seit der Eingemeindung von Pesterwitz gab es bei gleicher Postleitzahl und gleichem Gemeindenamen acht Doppelungen von Straßennamen in Pesterwitz und den anderen Stadtteilen von Freital. Dies führte dazu, dass Postsendungen, die nicht mit „OT Pesterwitz“ bei den doppelten Straßennamen gekennzeichnet waren, nur verzögert ankamen. Eine solche Auszeichnung ist jedoch unüblich, da doppelte Straßennamen bei gleicher Postleitzahl eine große Ausnahme sind. Durch Beschluss des Stadtrates vom 16. Januar 2014 sollten die Dresdner Straße, Lange Straße, Schulstraße, Südstraße, Wurgwitzer Straße, Windbergblick und Zauckeroder Straße in Pesterwitz umbenannt werden. Namensvorschläge erarbeitete der Ortschaftsrat. Die Straßen Am Jochhöh behielten in (Ober-)Pesterwitz und Niederpesterwitz ihre Namen – es handelte sich um die östliche und nördliche Zufahrt zum Jochhöhschlösschen. Die Umbenennungen wurden zum 1. November 2014 vollzogen.

## Legende
Die nachfolgende Tabelle gibt eine Übersicht über die vorhandenen Straßen und Plätze im Stadtteil sowie einige dazugehörige Informationen. Im Einzelnen sind dies:
- Bild: Foto der Straße.
- Name/Lage: Aktuelle Bezeichnung der Straße oder des Platzes sowie unter ‚Lage‘ ein Koordinatenlink, über den die Straße oder der Platz auf verschiedenen Kartendiensten angezeigt werden kann. Die Geoposition gibt dabei ungefähr die Mitte der Straße an.
- Namensherkunft: Ursprung oder Bezug des Namens.
- Anmerkungen: Weitere Informationen bezüglich anliegender Institutionen, der Geschichte der Straße, historischer Bezeichnungen, Kulturdenkmalen usw.

## Straßenverzeichnis
| Bild           | Name/Lage                          | Namensherkunft                                                          | Anmerkungen |
| -------------- | ---------------------------------- | ----------------------------------------------------------------------- | --- |
|                | Ahornweg (Karte)                   | Ahorne, Pflanzengattung                                                 | |
| Bilder         | Alte Dresdner Straße (Karte)       | Dresden, Landeshauptstadt Sachsens                                      | Die Alte Dresdner Straße war bis zum 1. November 2014 Teil der „Dresdner Straße“ in Pesterwitz. Zum 1. November 2014 wurde sie im Zuge der Beseitigung doppelter Straßennamen in Freital umbenannt. Sie entspricht damit dem alten Teilstück der Straße nach Dresden, die beim Bau der A 17 neu trassiert wurde. |
|                | Am Burgwartsberg (Karte)           | Burgwartsberg, Berg nahe Pesterwitz                                     | Zum 1. November 2014 wurden die Gebäude mit den ehemaligen Adressen Windbergblick 3–6 der Straße zugeordnet, da es bereits eine Straße „Windbergblick“ in Freital-Burgk gab. Die Hausnummer 2 wurde Teil der Freitaler Straße. |
|                | Am Burgwartsblick (Karte)          | Burgwartsberg, Berg nahe Pesterwitz                                     | |
|                | Am Hang (Karte)                    |                                                                         | |
|                | Am Hopfenfeld (Karte)              |                                                                         | |
| Am Jochhöh     | Am Jochhöh (Karte)                 |                                                                         | Am Jochhöh befindet sich das Ende des 18. Jahrhunderts erbaute Jochhöhschlösschen. |
|                | Am Jochhöhbusch (Karte)            |                                                                         | |
|                | Am Kirschplan (Karte)              |                                                                         | |
|                | Am Körnerbrunnen (Karte)           |                                                                         | |
|                | Am Maisfeld (Karte)                |                                                                         | |
|                | Am Mittelweg (Karte)               |                                                                         | |
|                | Am Neubauernhof (Karte)            |                                                                         | |
|                | Am Pfarrgarten (Karte)             | Lage am Pesterwitzer Pfarrgarten                                        | Die Straße hieß bis zum 1. November 2014 „Schulstraße“ und bekam durch die Umbenennung doppelter Straßen einen neuen Namen. |
|                | Am Roten Fuchs (Karte)             |                                                                         | |
|                | Am Sportplatz (Karte)              | ehemaliger Sportplatz Pesterwitz                                        | |
|                | Am Steinbruch (Karte)              |                                                                         | |
|                | An den Gärten (Karte)              |                                                                         | |
|                | An der Alten Schmiede (Karte)      |                                                                         | |
| weitere Bilder | An der Winzerei (Karte)            |                                                                         | Die Straße verläuft teilweise durch den Müllerschen Weinberg, der in der ersten Hälfte des 19. Jahrhunderts angelegt wurde. Im Kurvenbereich vor dem Bebauungsbeginn steht die Mitte des 17. Jahrhunderts gepflanzte Pesteiche. Am 1. November 2014 wurde ihr der westliche Teil der alten Zauckeroder Straße vom Ortseingang bis zur Hausnummer 5 zugeordnet. |
|                | Artur-Moritz-Weg (Karte)           | Artur Moritz (1893–1959), Maler                                         | |
|                | Buchenweg (Karte)                  | Buchen, Pflanzengattung                                                 | |
|                | Dölzschener Straße (Karte)         | Dölzschen, Stadtteil von Dresden                                        | Die Straße ist auf ihrer gesamten Länge als Kreisstraße 9076 ausgewiesen. |
| weitere Bilder | Dorfplatz (Karte)                  | Lage am Dorfplatz Pesterwitz                                            | Der Dorfplatz trägt zwischen Freitaler und Dresdner Straße die Kreisstraßennummer 9076 und zwischen Gorbitzer/Wurgwitzer und Dresdner Straße die Nummer 9075. An der Straße befindet sich unter anderem auch ein Teil des denkmalgeschützten Gutshofes Pesterwitz. Außerdem sind drei weitere Objekte am Dorfplatz in die Denkmalliste eingetragen. |
|                | Eibenweg (Karte)                   | Eiben, Pflanzengattung                                                  | |
|                | Eichenweg (Karte)                  | Eichen, Pflanzengattung                                                 | |
|                | Elbtalblick (Karte)                | Elbtal                                                                  | Die Straße „Elbtalblick“ war bis zum 1. November 2014 Teil der Dresdner Straße zwischen dem Dorfplatz und dem Ortsausgang. Sie ist als Kreisstraße 9075 klassifiziert. Im Zuge des Neubaus der A 17 wurde die Straße am östlichen Ende neu trassiert. Die alte Strecke hieß zunächst weiterhin Dresdner Straße und wurde gemeinsam mit dem restlichen Straßenverlauf im Zuge der Beseitigung doppelter Straßennamen in Freital in „Alte Dresdner Straße“ umbenannt. Die Bebauung südöstlich der alten Straßenführung (Straßenname Rote Häuser) gehört zur Dresdner Gemarkung Roßthal. |
|                | Erich-Hanisch-Straße (Karte)       | Erich Hanisch                                                           | Die Straße ist als Kreisstraße 9040 ausgewiesen. Früher war sie nach dem Ort Altfranken benannt. Zu DDR-Zeiten bekam sie ihren heutigen Namen. |
|                | Freitaler Straße (Karte)           | Freital, Stadt im Döhlener Becken                                       | Die Freitaler Straße ist zwischen dem Dorfplatz und der Dölzschener Straße Teil der Kreisstraße 9076. Das Wohnhaus Freitaler Straße 9 ist als baugeschichtlich bedeutend in die Denkmalliste aufgenommen worden. Zum 1. November 2014 bekam das Gebäude Windbergblick 2 die neue Hausnummer Freitaler Straße 29. Die übrigen Häuser des Windbergblicks wurden der Straße „Am Burgwartsberg“ zugeordnet. |
|                | Gerhard-Hansen-Weg (Karte)         | Gerhard Hansen                                                          | |
|                | Gorbitzer Straße (Karte)           | Gorbitz, Stadtteil von Dresden                                          | |
| Gutshof 1–3    | Gutshof (Karte)                    | Lage am Pesterwitzer Gutshof                                            | |
|                | Hasenleite (Karte)                 |                                                                         | |
|                | Im Grunde (Karte)                  |                                                                         | |
|                | Johann-Benjamin-Thomae-Weg (Karte) | Johann Benjamin Thomae (1682–1751), Kunsttischler und Bildhauer         | |
|                | Kastanienweg (Karte)               | Kastanien, Pflanzengattung                                              | |
|                | Kiefernweg (Karte)                 | Kiefern, Pflanzengattung                                                | |
|                | Kurzer Weg (Karte)                 |                                                                         | |
|                | Lärchenweg (Karte)                 | Lärchen, Pflanzengattung                                                | |
|                | Lindenweg (Karte)                  | Linden, Pflanzengattung                                                 | |
|                | Lößnitzblick (Karte)               | Lößnitz, Landschaft bei Radebeul                                        | |
|                | Niedere Straße (Karte)             |                                                                         | In der Zeit der DDR hieß sie „Karl-Marx-Straße“, später „Lange Straße“. Da es in Freital-Deuben eine weitere „Lange Straße“ gibt, bekam sie am 1. November 2014 den neuen Namen „Niedere Straße“. |
|                | Obere Straße (Karte)               |                                                                         | |
|                | Oskar-Schimmrohn-Straße (Karte)    | Oskar Schimmrohn, Gemeindevorstand und sächsischer Landtagsabgeordneter | |
|                | Parkweg (Karte)                    |                                                                         | Am Parkweg wurde 1902 eine Trauerhalle errichtet. |
|                | Pesterwitzer Höhe (Karte)          | Pesterwitz, Stadtteil von Freital                                       | |
|                | Robert-Petzsch-Weg (Karte)         | Robert Petzsch                                                          | |
|                | Rudolf-Neff-Weg (Karte)            | Rudolf Neff                                                             | |
|                | Schöne Aussicht (Karte)            |                                                                         | |
|                | Siedlerstraße (Karte)              |                                                                         | |
|                | Sonnenleite (Karte)                |                                                                         | |
|                | Stadtblick (Karte)                 | Blick nach Dresden                                                      | |
|                | Südhang (Karte)                    |                                                                         | Die Straße wurde zum 1. November 2014 von „Südstraße“ in „Südhang“ umbenannt, da es bereits eine Südstraße in Freital-Hainsberg gab, die mehr Anwohner hatte. |
|                | Weinbergblick (Karte)              | Pesterwitzer Weinberge                                                  | |
|                | Willy-Gäbler-Weg (Karte)           | Willy Gäbler                                                            | |
|                | Ziegeleiweg (Karte)                |                                                                         | |
| Bilder         | Zum Weinberg (Karte)               | Pesterwitzer Weinberge                                                  | Die Straße ist auf ihrer vollen Länge als Kreisstraße 9075 ausgewiesen. Sie trug bis zum 1. November 2014 den Namen „Wurgwitzer Straße“. |
| Bilder         | Zur Jakobuskirche (Karte)          | St.-Jakobus-Kirche                                                      | Der Straßenname entstand zum 1. November 2014 aus der Aufspaltung der ehemaligen „Zauckeroder Straße“ an der Hausnummer 5. Die Nummern 1–4 (östlicher Teil) bekamen den neuen Straßennamen „Zur Jakobuskirche“, der westliche Teil wurde der Straße „An der Winzerei“ zugeordnet. |
|                | Zur Schafstränke (Karte)           |                                                                         | |